# Reichsfinanzreform
1934 wurde mit der Reichsfinanzreform die 1920 eingeführte Reichseinkommenssteuer fortentwickelt und das noch heute geltende Steuersystem mit den Steuerklassen I bis IV geschaffen. Ehepaare wurden wie eine Einzelperson besteuert, was Zweiverdienerehen wegen der Steuerprogression gegenüber Einverdienerehen benachteiligte, was politisch gewollt war. Zuvor waren Ehepartner getrennt wie ledige Einzelpersonen besteuert worden. Das Ehegattensplitting wurde entgegen verbreiteten Fehlinformationen nicht damals, sondern erst nach einem Urteil des Bundesverfassungsgerichts 1957 eingeführt. Auch die Kilometerpauschale wurde nicht damals eingeführt, sondern erstmals vom Bundesfinanzhof 1955 anerkannt und 1971 gesetzlich geregelt.
Siehe auch: Steueranpassungsgesetz 1934